# Сеген, Эдуард
Эдуард Сеген (фр. Édouard Séguin; 20 января 1812, Кламси, Франция — 28 октября 1880, Нью-Йорк, США) — французский и американский врач и педагог, один из основоположников олигофренопедагогики.

## Биография
Эдуард Сеген родился в 1812 году в семье врача. Учился в парижском лицее Сен-Луи, затем изучал в Париже медицину и хирургию. Заинтересовавшись психическими заболеваниями, сотрудничал с Итаром и Эскиролем.
В декабре 1839 года Сеген открыл частную школу для слабоумных детей. Это было первое в мире заведение такого рода; новаторской и революционной была также идея Сегена о том, что мозг умственно отсталых сам по себе не имеет патологий; имеет место лишь задержка в развитии. В 1841 году он получил разрешение испробовать свою систему в парижской больнице Бисетр. В 1846 году вышел его теоретический труд «Traitement moral, hygiène et éducation des idiots» («Нравственное лечение, гигиена и воспитание умственно отсталых»), вскоре получивший широкое признание.
В 1850 (по другим данным, в 1848) году Сеген, недовольный политической обстановкой во Франции, эмигрировал в США. Жил в Кливленде, где познакомился с теологом Х. Уилбуром, который под его влиянием основал в Нью-Йорке первую школу для умственно неполноценных детей. Позднее, в 1860 году, переехал в Маунт-Вернон, где занимался врачебной практикой. В 1861 году стал доктором медицины в Нью-Йоркском университете. В 1863 году переселился в Нью-Йорк, где работал в школе для дефективных детей на острове Рэндалл (Randall’s Island School for Mental Defectives).
В 1866 году вышел второй основополагающий труд Сегена, «Idiocy and Its Treatment by the Physiological Method» («Идиотия и её лечение физиологическим методом»). В написании книги принимал участие сын Сегена, также ставший врачом.
Эдуард Сеген умер в 1880 году в Нью-Йорке.

## Взгляды и достижения
По убеждению Сегена, слабоумные дети поддаются воспитанию и обучению. Он разработал собственную систему упражнений и тренировок, с помощью которой у таких детей развиваются двигательные навыки и органы чувств, формируется мышление, закладываются представления и понятия. Большое значение Сеген придавал гигиене и общим условиях в учреждениях для умственно отсталых.
Система Сегена получила международное признание и оказала влияние на ряд других педагогических концепций, в частности, на систему Монтессори. По образцу его парижской школы был создан ряд подобных в Европе и США. Ряд практических рекомендаций Сегена остаются актуальными и поныне; не утратила своего значения и его общая идея о возможности и необходимости всестороннего развития умственно отсталых детей и включения их в трудовую жизнь.